# Železniční trať Rudná u Prahy – Hostivice
Železniční trať Rudná u Prahy – Hostivice (v jízdním řádu pro cestující označená společně s tratí Praha-Smíchov – Hostivice jako součást tratě 122) je regionální dráha ve středních Čechách, vybudovaná jako součást Pražsko-duchcovské dráhy. Provoz byl zahájen roku 1873.

## Historie
Pražsko-duchcovská dráha byla budována za účelem vozby severočeského uhlí do Prahy, na čemž měl zájem jak stát, tak soukromí investoři, neboť doprava uhlí byla výnosná a monopol Rakouské společnosti státní dráhy zvyšoval ceny uhlí v Praze. O udělení koncese se v roce 1870 ucházelo více zájemců, nicméně již v říjnu 1871 se začalo stavět. Proti výstavbě panoval mezi místními rolníky odpor, neboť jim rozdělovala pole. Dále se v průběhu stavby objevovaly stížnosti, že se pracuje i v neděli a tím pádem se nesvětí sváteční den. Stížnosti však nebyly vyslyšeny. Dne 11. května 1873 byl na trati zahájen provoz společně s dalšími úseky mezi Prahou a Slaným. Trať tehdy nebyla zapojena do Hostivice, s tratí dřívější Buštěhradské dráhy byla spojena až za druhé světové války.
Do vybudování spojky jezdily po trati přímé vlaky z Prahy do Loun a dále do Mostu a na Moldavu. Později význam tratě upadal – vozba uhlí se přesunula na kapacitnější elektrizované tratě a v osobní dopravě trať sloužila již jen jako krátká spojka. V osobní dopravě provoz dále klesal a od jízdního řádu 2006/2007 jezdily jen tři páry osobních vlaků v sobotu a v neděli vedené z Prahy po trati Pražského Semmeringu, od jízdního řádu 2008/2009 jejich počet ještě poklesl na dva páry. Na trati zůstal zachován nákladní provoz vlaků s vápencem. Nového rozkvětu osobní dopravy se dočkala trať od září 2014 po vybudování tří nových zastávek Hostivice-U hřbitova, Chýně a později též Chýně jih, které trať výrazně zpřístupnily cestujícím. Provoz byl rozšířen na hodinový takt denně se zachováním přímých vlaků linky S65 z Prahy po Pražském Semmeringu.

## Stanice a zastávky

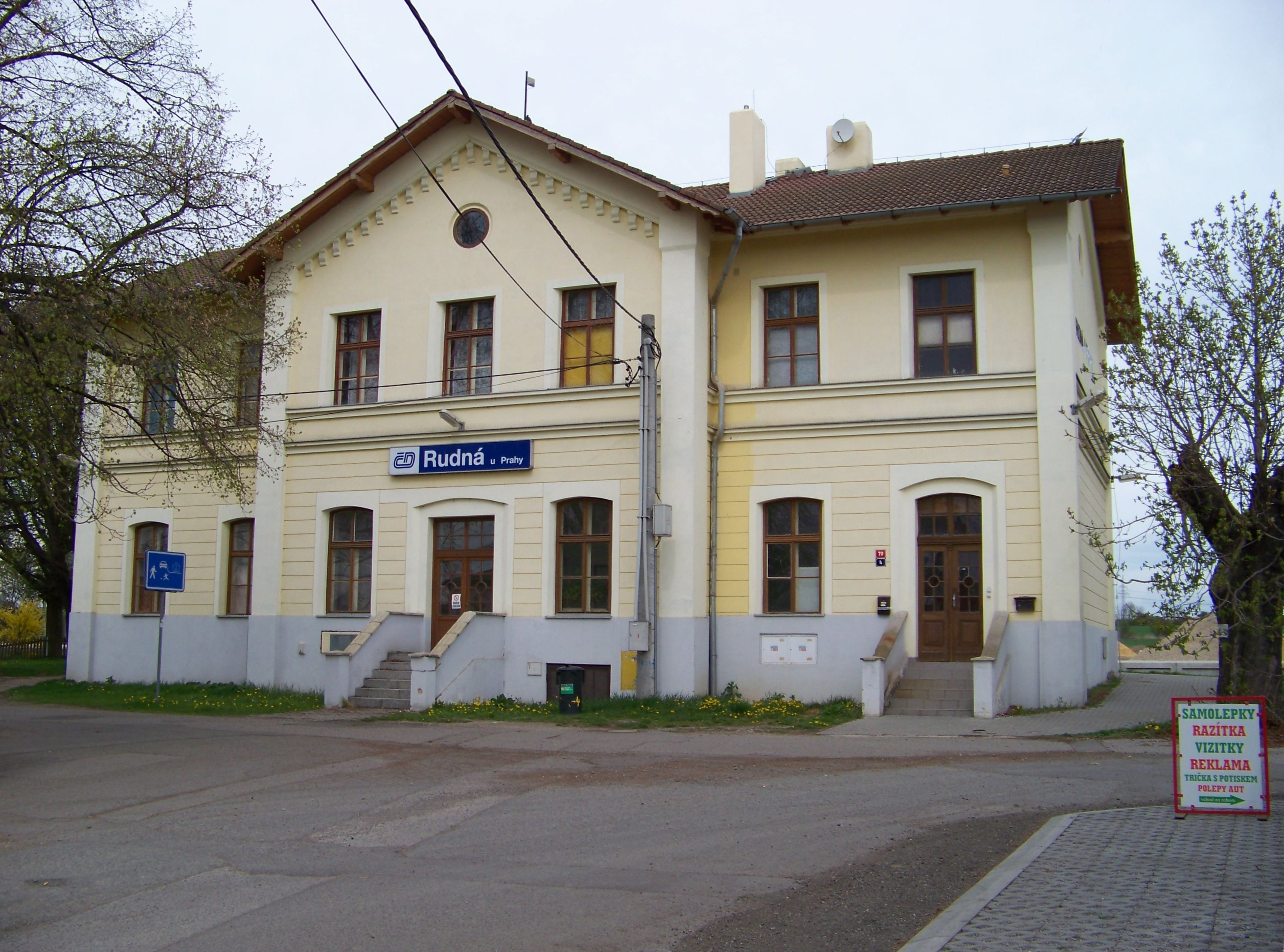
Rudná u Prahy
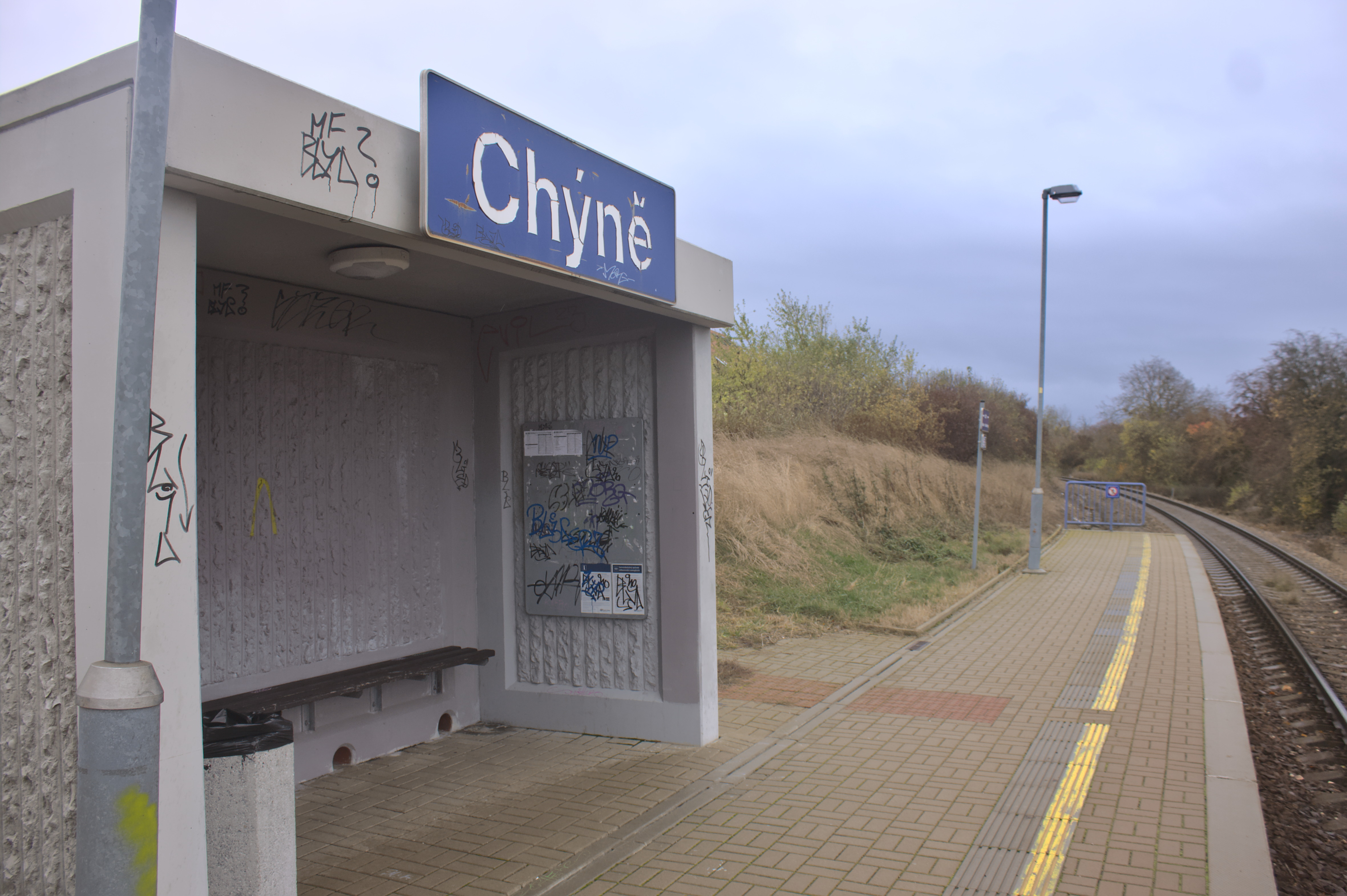
Chýně
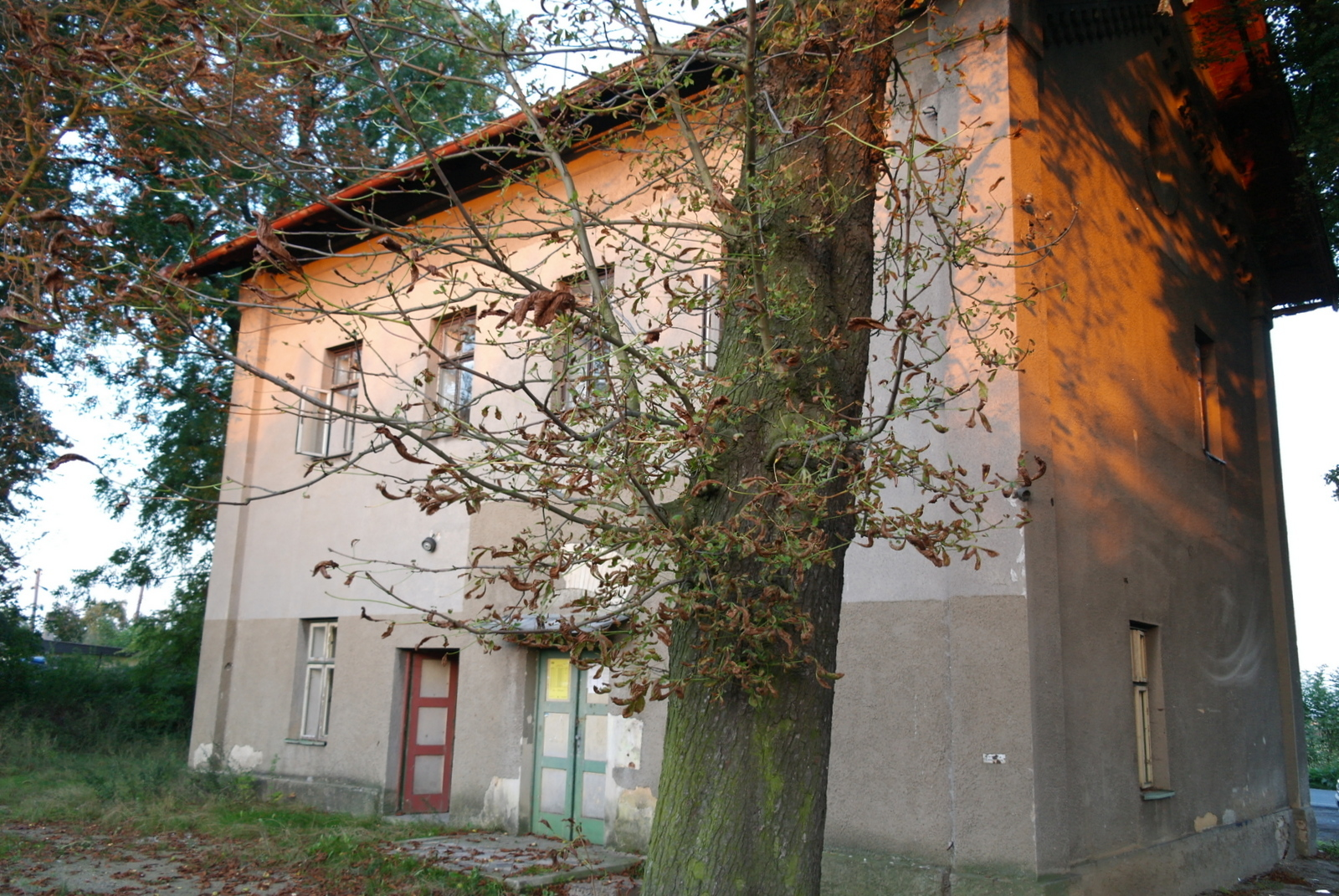
Hostivice-Litovice
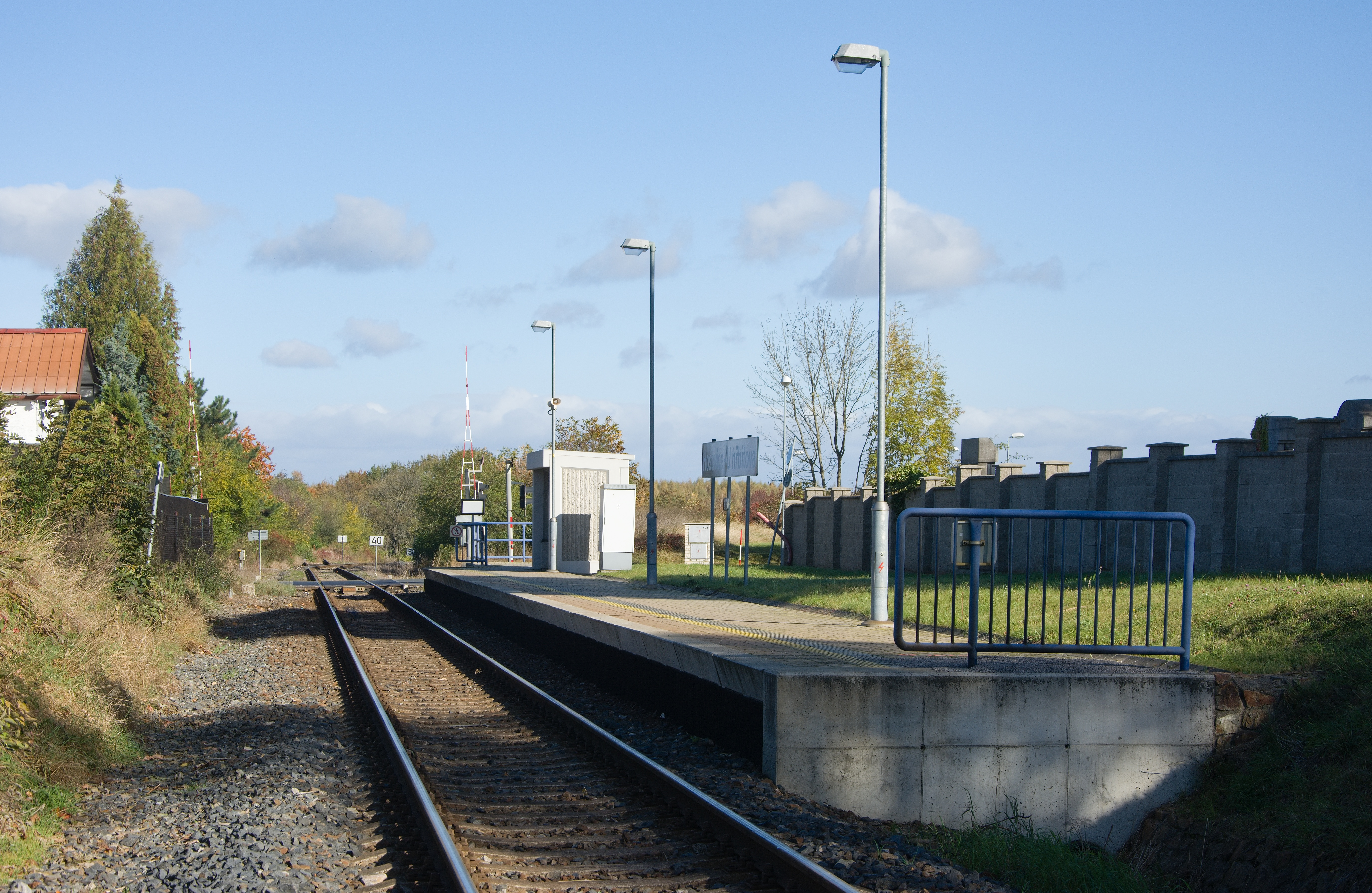
Hostivice-U Hřbitova
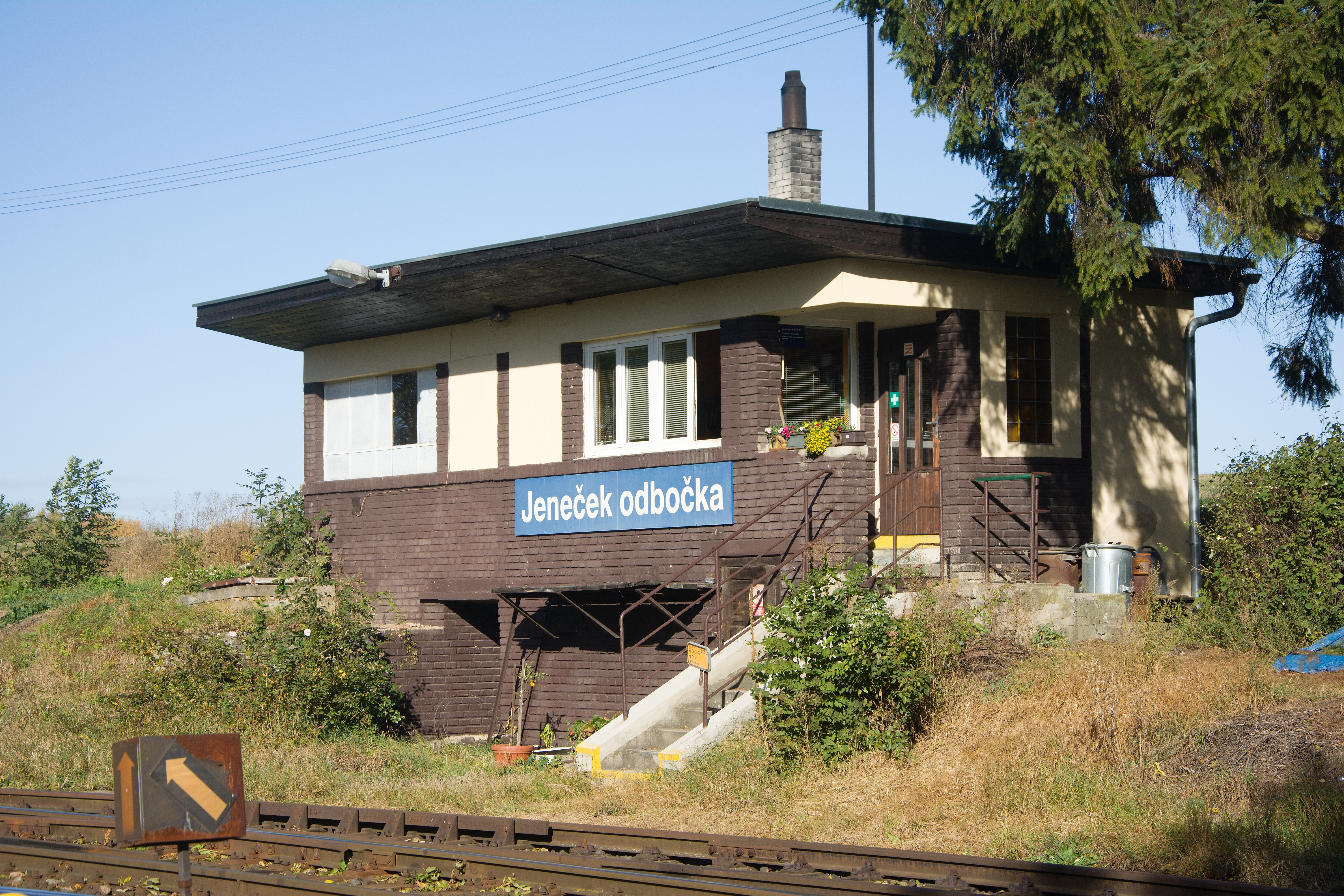
Jeneček (Odb.)
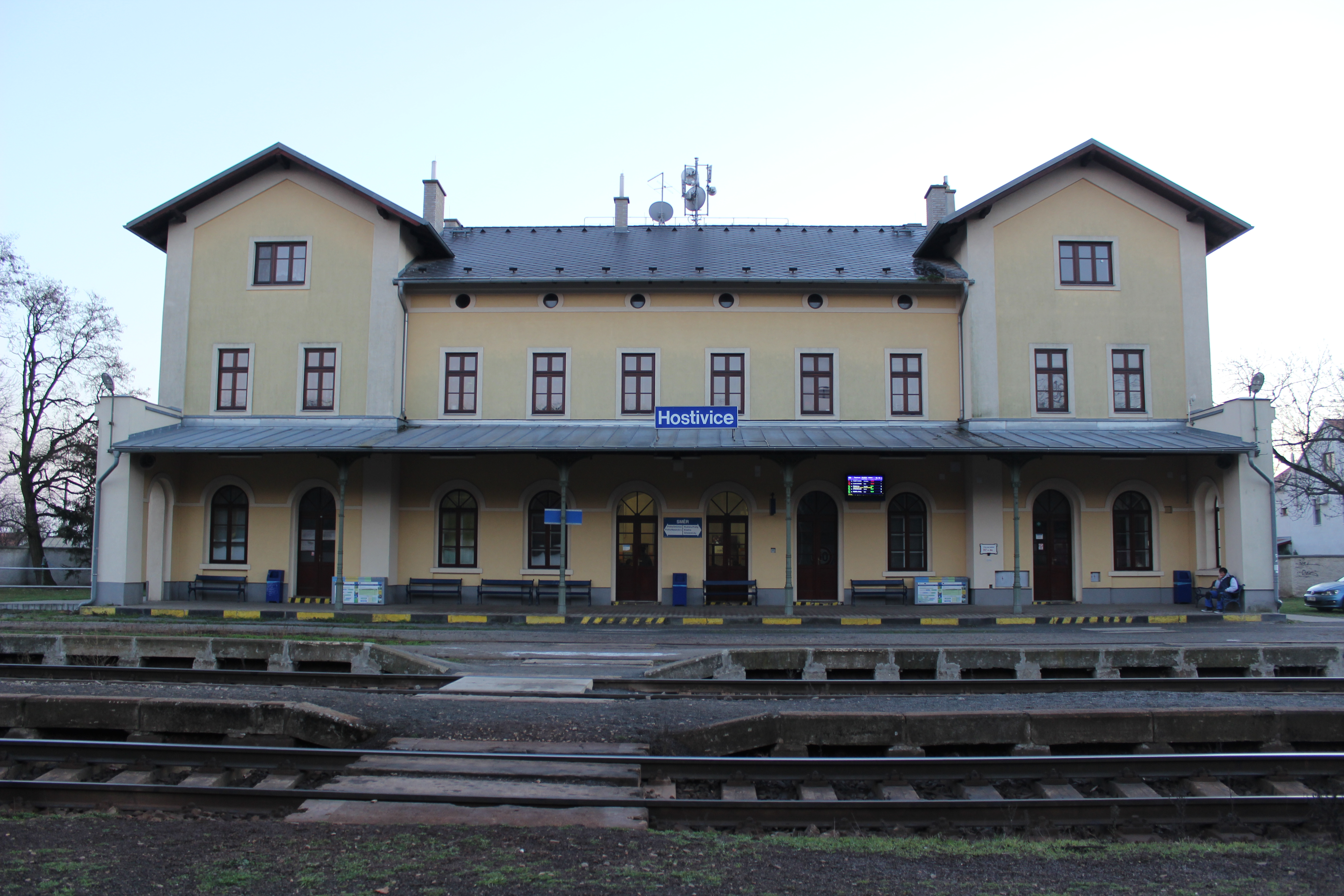
Hostivice

## Navazující tratě

### Rudná u Prahy
- Železniční trať Praha – Rudná u Prahy – Beroun

### Hostivice
- Železniční trať Praha – Lužná u Rakovníka – Chomutov/Rakovník
- Železniční trať Praha-Smíchov – Hostivice
- Železniční trať Hostivice–Podlešín